# アヴィアーノ
アヴィアーノ（伊: Aviano）は、イタリア共和国フリウリ＝ヴェネツィア・ジュリア州ポルデノーネ県にある、人口約9,000人の基礎自治体（コムーネ）。
アメリカ空軍のアヴィアーノ空軍基地が所在する。

## 名称
標準イタリア語以外では以下の名称を持つ。
- フリウリ語: Davian
- フリウリ語西部方言 (it) : Pleif

## 地理

### 位置・広がり
ポルデノーネ県西部のコムーネで、西にベッルーノ県（ヴェネト州）と境界を接する。アヴィアーノの町は、県都ポルデノーネの北北西約13km、ベッルーノの東南東約29km、ヴェネツィアの北北東約73km、州都トリエステの北西約103kmに位置する。

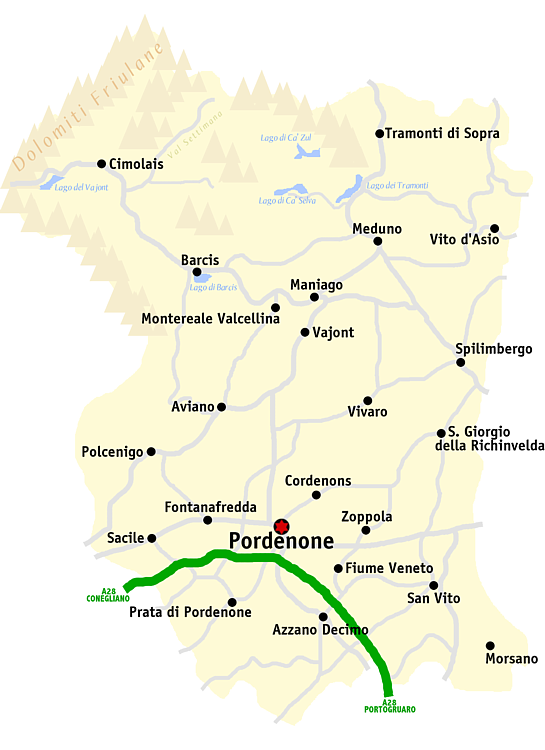
ポルデノーネ県概略図

#### 隣接コムーネ
隣接するコムーネは以下の通り。括弧内のBLはベッルーノ県（ヴェネト州）所属を示す。
- バルチス - 北
- モンテレアーレ・ヴァルチェッリーナ - 北東
- サン・クイリーノ - 南東
- ロヴェレード・イン・ピアーノ - 南
- フォンタナフレッダ - 南
- ブドーイア - 西
- タンブレ (BL) - 北西

### 気候分類・地震分類
アヴィアーノにおけるイタリアの気候分類 (it) および度日は、zona E, 2417 GGである。
また、イタリアの地震リスク階級 (it) では、zona 2 (sismicità media) に分類される。

## 行政

### 分離集落
アヴィアーノには、以下の分離集落（フラツィオーネ）がある。
- Castello, Giais, Marsure, Piancavallo, San Martino di Campagna, Villotta

アヴィアーノの町から北西7kmのドロミティ山中、海抜1267mの地点にあるピアンカヴァッロ（Piancavallo）は、スキーリゾートとして知られる。
- ピアンカヴァッロ

## 歴史
この地域には紀元前186年にローマ人が進出したが、それより以前に人々は暮らしていた。現在のアヴィアーノの町には10世紀に人々が暮らすようになり、商業の中心地として発展した。アヴィアーノは1420年までアクイレイア総大司教領の一部であり、それ以後はヴェネツィア共和国の影響下に置かれた。
1797年のヴェネツィア共和国の滅亡後はオーストリア、ついでナポレオンの統治下に置かれ、ウィーン会議を経てロンバルド＝ヴェネト王国（オーストリア帝国の一部）に組み込まれた。1866年、第三次イタリア独立戦争の結果としてアヴィアーノはイタリア王国に編入された。
1911年、イタリア王国によってアヴィアーノの町の南方に飛行場が建設された（現在のアヴィアーノ空軍基地）。アヴィアーノは、イタリアにおける航空の揺籃の地である。第二次世界大戦の終了後、アヴィアーノ空軍基地にはアメリカ軍が駐屯している。1954年にはイタリアとアメリカの間で基地の使用に関する協定が結ばれ、1955年からは在欧アメリカ空軍(USAFE) のイタリア方面の司令部がウーディネからアヴィアーノに移された。アヴィアーノ空軍基地は戦闘機部隊の重要な基地として機能した。

## 人物

### 著名な出身者
- マルコ・ダヴィアーノ（英語版） - 17世紀のカプチン会修道士
- ファビオ・ロッシット - サッカー選手・指導者

## 交通

### 鉄道

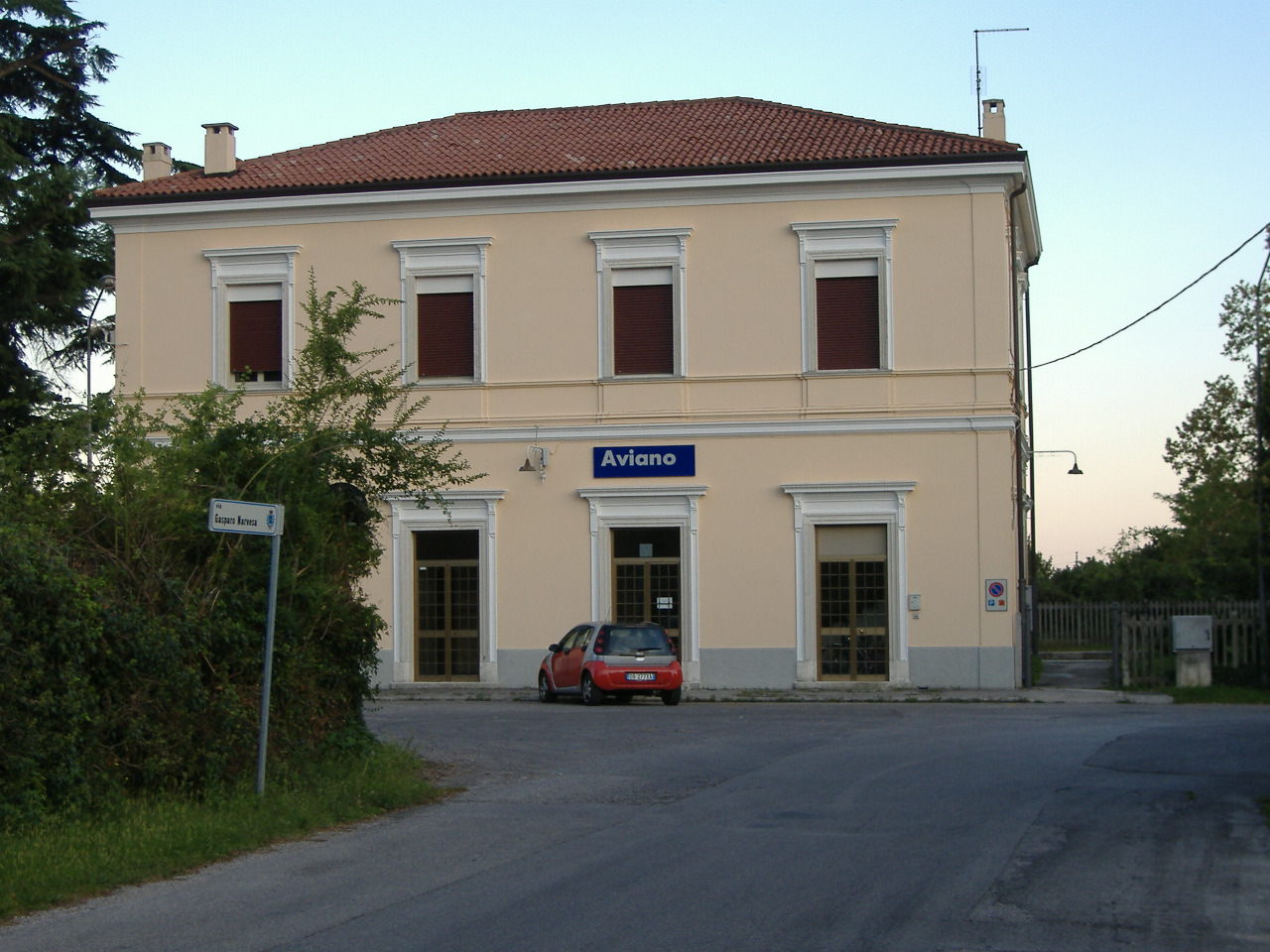
アヴィアーノ駅

- サチーレ＝ピンツァーノ線 (it:Ferrovia Sacile-Pinzano) 
  - アヴィアーノ駅 (it:Stazione di Aviano)